# Pseudotorymus africanus
Pseudotorymus africanus is een vliesvleugelig insect uit de familie Torymidae. De wetenschappelijke naam is voor het eerst geldig gepubliceerd in 1909 door Crosby.